# Heinrich Rückert
Pour les articles homonymes, voir Rückert.
Heinrich Rückert (Cobourg, 1823 — Breslau, 1875) est un historien et germaniste allemand.

## Biographie et travaux
Fils du poète Friedrich Rückert, Heinrich Rückert étudia de 1840 à 1844 la philologie aux universités d'Erlangen, de Bonn et de Berlin, puis obtint en 1845 un diplôme d’histoire et de philologie germanique à l’université d’Iéna. En 1852, il cofonda le Verein für Thüringische Geschichte und Alterthumskunde (Association thuringeoise d’histoire et d’archéologie), avant d’être nommé la même année professeur à l’université de Breslau.
Il fit paraître d’une part une série d’ouvrages historiques, parfois composé de plusieurs volumes, sur l’histoire allemande et sur l’histoire universelle, et s’attacha d’autre part, en sa qualité de germaniste, à éditer des œuvres de la littérature allemande médiévale et à étudier l’histoire de la langue allemande et le dialecte silésien.

## Publications

### Comme auteur (sélection)
- Annalen der deutschen Geschichte (Leipzig 1850, 3 volumes ; 2e édition sous le titre Deutsche Geschichte 1861, édition augmentée 1873)
- Culturgeschichte des deutschen Volkes in der Zeit des Uebergangs aus dem Heidenthum in das Christenthum, 2 volumes (Leipzig 1853–1854)
- Geschichte des Mittelalters (Stuttgart 1853)
- Geschichte der Neuzeit (Stuttgart 1854)
- Lehrbuch der Weltgeschichte in organischer Darstellung (Leipzig 1857, 2 tomes)
- Geschichte der Neuhochdeutschen Schriftsprache (Leipzig 1875, 2 volumes)
- Entwurf einer systematischen Darstellung der schlesischen Mundart im Mittelalter (Paderborn 1878, édité posthumément par Paul Pietsch)

### Comme éditeur
- Das Leben des heiligen Ludwig, Landgrafen in Thüringen (Leipzig 1851)
- Der wälsche Gast des Thomasin von Zirclaria (Quedlinburg 1852)
- Bruder Philipps des Carthäusers Marienleben (Quedlinburg 1853)
- Lohengrin (Quedlinburg 1858)
- König Rother (Leipzig 1874)
- Heliand (Leipzig 1876)